# Luidia sibogae
Luidia sibogae är en sjöstjärneart som beskrevs av Doderlein 1920. Luidia sibogae ingår i släktet Luidia och familjen sprödsjöstjärnor. Inga underarter finns listade i Catalogue of Life.